# 순국열사의 날 (미얀마)
순국열사의 날(버마어: အာဇာနည်နေ့, 영어: Martyrs’ Day)은 매년 7월 19일에 기념되는 미얀마의 국경일이다. 1947년 7월 19일 오전 10시 37분, 영국 식민 통치 하의 버마(현 미얀마) 임시 자치정부의 수상 아웅 산 장군과 장관 7명 및 의전 담당 경호원 1명, 총 9명이 양곤 비서청(Secretariat)에서 암살당한 사건을 추모하는 날이다.

## 역사
1947년 7월 19일 오전 10시 37분, 라이벌 정파였던 우 소(U Saw)의 주도로 자경단원들이 무장 침입하여 국무회의를 진행 중이던 아웅 산 내각 구성원들을 사살하였다. 주동자 우 소는 같은 해 말 사형 선고를 받고 1948년 5월에 처형되었다. 아웅 산 장군은 1948년 1월 4일 버마 독립의 기틀을 마련한 핵심 인물로, 그의 희생은 국가 형성의 상징으로 자리잡게 되었다.

## 기념 방식
매년 7월 19일 오전 10시 37분, 전국적으로 자동차 경적과 사이렌을 울려 암살된 시간을 정확히 기리고 묵념이 진행된다.
양곤 바한 지구의 순국열사 묘소(Martyrs’ Mausoleum)에서는 대통령, 고위 관료, 군 수뇌부 및 일반 시민이 헌화하고 공식 추모 행사가 열린다.
2025년 행사에서는 쿠데타 이후 5년 만에 민 아웅 흘라잉 군 정권 수반이 순국열사 묘소를 방문해 주목을 받았다.

## 암살된 인물
다음은 1947년 7월 19일 암살된 9인의 순국열사 목록이다:
1. 아웅 산 장군 (Aung San) – 당시 수상
2. 바 초 (Ba Cho) – 정보부 장관
3. 만 바 카잉 (Mahn Ba Khaing) – 산업·노동부 장관
4. 바 윈 (Ba Win) – 무역부 장관
5. 따킨 먀 (Thakin Mya) – 무소속 장관
6. 압둘 라작 (Abdul Razak) – 교육·국가계획부 장관
7. 사오 산 툰 (Sao San Tun) – 고원지대 장관
8. 온 마웅 (Ohn Maung) – 교통부 장관
9. 꼬 트웨 (Ko Htwe) – 라작 장관의 경호원

## 현대적 의미
순국열사의 날은 국가 형성과 민주주의 정신을 기리는 상징적 기념일로 자리매김했다.
최근에는 국민통일정부(NUG) 및 저항 세력(PDF) 주도의 분리된 기념식이 전국 각지에서 진행되고 있으며, 군부가 이를 정치적으로 활용하려 한다는 비판도 존재한다.
2025년 행사에서도 민 아웅 흘라잉 총사령관이 처음으로 공개 추모 행사에 참석해, 향후 선거 정당성 확보를 위한 행보로 해석되기도 했다.